# Flin Flon
Flin Flon es una ciudad canadiense ubicada en el límite entre las provincias de Manitoba y Saskatchewan. Aunque la localidad se sitúa a ambos lados del límite provincial, la gran mayoría de Flin Flon se encuentra del lado de Manitoba. Su población al momento del censo de 2016 fue de 5185 habitantes.
La principal actividad de la localidad es la minería.